# Tiquadra stenopa
Tiquadra stenopa är en fjärilsart som beskrevs av Walsingham 1914. Tiquadra stenopa ingår i släktet Tiquadra och familjen äkta malar.
Artens utbredningsområde är Guatemala. Inga underarter finns listade i Catalogue of Life.